# 月と少年
『月と少年』（つきとしょうねん、原題：La Luna）は、ピクサー・アニメーション・スタジオによる短編アニメーション映画。2012年公開の長編アニメーション映画『メリダとおそろしの森』と同時上映された。さらに、『メリダとおそろしの森』のDVDにボーナス・コンテンツとして収録されており、また「ピクサー・ショート・フィルム Vol.2」にも収録されている。第84回アカデミー賞短編アニメーション賞にノミネートされた。

## あらすじ
少年・バンビーノは、父、祖父に連れられ小舟で夜の海に出る。やがて月が昇ると、3人は月に墜落した大量の星の掃除を始める。

## 声優
| キャラクター | 原語版               | 日本語版   |
| ------------ | -------------------- | ---------- |
| バンビーノ   | クリスタ・シェフラー | 原語版流用 |
| 父           | トニー・フュシル     | 原語版流用 |
| 祖父         | フィル・シェリダン   | 原語版流用 |